# Isocitrato liase
Isocitrato liase (EC 4.1.3.1), ou ICL, é uma enzima no ciclo do glioxilato que catalisa a clivagem de isocitrato to succinato e glioxilato.